# مقاطعة محمود آباد (مازندران)
مقاطعة محمود آباد (بالفارسية: شهرستان محمودآباد) هي منطقة سكنية في إيران وتقع في مازندران يقدر عدد السكان في
مقاطعة محمود آباد، بـ 90,054 نسمة ومساحتها 262.80 كم2 .